# Prandocin (Mazovie)
Pour les articles homonymes, voir Prandocin.
Prandocin (prononciation : [pranˈdɔt͡ɕin]) est un village polonais de la gmina de Trojanów dans le powiat de Garwolin de la voïvodie de Mazovie dans le centre-est de la Pologne.
Il se situe à environ 8 kilomètres à l'ouest de Trojanów (siège de la gmina), 23 kilomètres au sud de Garwolin (siège du powiat) et à 76 kilomètres au sud-est de Varsovie (capitale de la Pologne).

## Histoire
De 1975 à 1998, le village appartenait administrativement à la voïvodie de Siedlce.